# Clive Puzey
 Clive Puzey  (Bulawayo, Rhodèsia, 11 de juliol de 1941) va ser un pilot de curses automobilístiques rhodesià (actual Zimbàbue) que va arribar a disputar curses de Fórmula 1.

## A la F1
Clive Puzey va debutar a la primera cursa de la temporada 1965 (la setzena temporada de la història) del campionat del món de la Fórmula 1, disputant l'1 de gener del 1965 el GP de Sud-àfrica al circuit d'East London.
Va participar en una única prova puntuable pel campionat de la F1, disputada a la temporada (1965) no aconseguint qualificar-se per disputar la cursa i no assolí cap punt pel campionat del món de pilots.

## Resultats a la Fórmula 1
| Any  | Equip              | Xassís | Motor  | 1       | 2   | 3   | 4   | 5   | 6   | 7   | 8   | 9   | 10  | Posició | Punts |
| ---- | ------------------ | ------ | ------ | ------- | --- | --- | --- | --- | --- | --- | --- | --- | --- | ------- | ----- |
| 1965 | Clive Puzey Motors | Lotus  | Climax | SUD NVQ | MON | BEL | FRA | GBR | HOL | ALE | ITA | USA | MEX | -       | 0     |

### Resum
| Curses: | Victòries: | Pòdiums: | Poles: | Voltes ràpides: | Punts: |
| ------- | ---------- | -------- | ------ | --------------- | ------ |
| 1       | 0          | 0        | 0      | 0               | 0      |